# Campeonato Mundial de Halterofilismo de 2018 - Até 67 kg masculino
A categoria até 67 kg masculino foi um evento do Campeonato Mundial de Halterofilismo de 2018, disputado na Arena de Halterofilismo de Asgabade, em Asgabade, no Turquemenistão, entre 2 a 4 de novembro de 2018. 

## Calendário
Horário local (UTC+5)
| Dia           | Horário | Fase    |
| ------------- | ------- | ------- |
| 2 de novembro | 08:00   | Grupo C |
| 3 de novembro | 10:00   | Grupo B |
| 4 de novembro | 14:25   | Grupo A |

## Medalhistas
| Evento    | Ouro               | Ouro   | Prata                | Prata  | Bronze               | Bronze |
| --------- | ------------------ | ------ | -------------------- | ------ | -------------------- | ------ |
| Arranque  | Huang Minhao (CHN) | 152 kg | Chen Lijun (CHN)     | 150 kg | Julio Mayora (VEN)   | 147 kg |
| Arremesso | Chen Lijun (CHN)   | 182 kg | Doston Yokubov (UZB) | 180 kg | Óscar Figueroa (COL) | 178 kg |
| Total     | Chen Lijun (CHN)   | 332 kg | Huang Minhao (CHN)   | 323 kg | Julio Mayora (VEN)   | 322 kg |

## Recordes
Antes desta competição, o recorde mundial da prova era o seguinte:
| Recorde         | Tipo      | Atleta         | Peso   | Local | Data                  |
| Recorde Mundial | Arranque  | Padrão mundial | 153 kg |       | 1 de novembro de 2018 |
| Recorde Mundial | Arremesso | Padrão mundial | 184 kg |       | 1 de novembro de 2018 |
| Recorde Mundial | Total     | Padrão mundial | 331 kg |       | 1 de novembro de 2018 |

Os seguintes novos recordes foram estabelecidos durante esta competição.
| Total | 332 kg | Chen Lijun (CHN) | Recorde mundial |

## Resultado
Os resultados foram os seguintes. 
| Pos.              | Atleta                      | Grupo | Arranque (kg) | Arranque (kg) | Arranque (kg) | Arranque (kg)     | Arremesso (kg) | Arremesso (kg) | Arremesso (kg) | Arremesso (kg)    | Total |
| Pos.              | Atleta                      | Grupo | 1             | 2             | 3             | Resultado         | 1              | 2              | 3              | Resultado         | Total |
| ----------------- | --------------------------- | ----- | ------------- | ------------- | ------------- | ----------------- | -------------- | -------------- | -------------- | ----------------- | ----- |
| Medalha de ouro   | Chen Lijun (CHN)            | A     | 145           | 150           | 153           | Medalha de prata  | 178            | 182            | 185            | Medalha de ouro   | 332   |
| Medalha de prata  | Huang Minhao (CHN)          | A     | 148           | 152           | 154           | Medalha de ouro   | 166            | 171            | 175            | 9                 | 323   |
| Medalha de bronze | Julio Mayora (VEN)          | A     | 144           | 147           | 151           | Medalha de bronze | 175            | 178            | 179            | 5                 | 322   |
| 4                 | Doston Yokubov (UZB)        | A     | 135           | 139           | 139           | 12                | 177            | 180            | 184            | Medalha de prata  | 319   |
| 5                 | Óscar Figueroa (COL)        | A     | 140           | 145           | 145           | 8                 | 176            | 178            | 181            | Medalha de bronze | 318   |
| 6                 | Pak Jong-ju (PRK)           | A     | 140           | 140           | 144           | 10                | 175            | 180            | 181            | 6                 | 315   |
| 7                 | Goga Chkheidze (GEO)        | B     | 132           | 136           | 139           | 11                | 164            | 168            | 172            | 8                 | 311   |
| 8                 | Deni (INA)                  | A     | 135           | 140           | 145           | 9                 | 170            | 170            | 175            | 10                | 310   |
| 9                 | Farkhad Kharki (KAZ)        | B     | 126           | 131           | 133           | 19                | 166            | 171            | 175            | 4                 | 308   |
| 10                | Bernardin Matam (FRA)       | A     | 134           | 137           | 137           | 18                | 168            | 168            | 173            | 7                 | 307   |
| 11                | Simon Brandhuber (GER)      | B     | 138           | 142           | 146           | 4                 | 155            | 160            | 164            | 17                | 306   |
| 12                | Mirko Zanni (ITA)           | B     | 137           | 140           | 143           | 6                 | 160            | 165            | 169            | 13                | 305   |
| 13                | Mitsunori Konnai (JPN)      | B     | 132           | 136           | 139           | 14                | 163            | 167            | 167            | 11                | 303   |
| 14                | Stilyan Grozdev (BUL)       | B     | 130           | 133           | 135           | 16                | 162            | 165            | —              | 14                | 300   |
| 15                | Feliks Khalibekov (RUS)     | B     | 133           | 138           | 141           | 13                | 155            | 160            | 164            | 16                | 298   |
| 16                | Víctor Castro (ESP)         | C     | 132           | 132           | 135           | 15                | 155            | 158            | 158            | 18                | 293   |
| 17                | Alex Lee (USA)              | B     | 127           | 130           | 131           | 21                | 165            | 170            | 170            | 12                | 292   |
| 18                | Hurşit Atak (TUR)           | B     | 126           | 129           | 130           | 22                | 163            | 163            | 170            | 15                | 289   |
| 19                | Acorán Hernández (ESP)      | C     | 130           | 134           | 134           | 17                | 153            | 157            | 157            | 20                | 287   |
| 20                | Luis Bardalez (PER)         | C     | 120           | 123           | 125           | 23                | 155            | 158            | 160            | 19                | 280   |
| 21                | Jeffrey Garcia (PHI)        | C     | 120           | 125           | 125           | 25                | 150            | 150            | 150            | 22                | 270   |
| 22                | Jettarin Sriram (THA)       | C     | 113           | 117           | 119           | 26                | 140            | 145            | 150            | 21                | 269   |
| 23                | Nawaf Al-Mazyadi (KSA)      | C     | 111           | 117           | 117           | 27                | 146            | 154            | 154            | 23                | 263   |
| 24                | Kanan Khalilov (AZE)        | C     | 120           | 125           | 125           | 24                | 135            | 135            | 135            | 26                | 255   |
| 25                | Rustam Gasimov (AZE)        | C     | 110           | 115           | 115           | 28                | 135            | —              | —              | 25                | 245   |
| —                 | Jonathan Muñoz (MEX)        | A     | 133           | 138           | 141           | 5                 | 166            | 166            | 166            | —                 | —     |
| —                 | Lee Sang-yeon (KOR)         | A     | 140           | 144           | 144           | 7                 | 170            | 170            | 170            | —                 | —     |
| —                 | Jordan Wissinger (USA)      | B     | 126           | 129           | 132           | 20                | 155            | 155            | 155            | —                 | —     |
| —                 | Abdelkader Ainouazane (ALG) | C     | 115           | 115           | 115           | —                 | 135            | 140            | 140            | 24                | —     |
| DSQ               | Witsanu Chantri (THA)       | A     | 131           | 134           | 134           | —                 | 165            | 165            | 165            | —                 | —     |